# Contea di Antrim (Michigan)
La contea di Antrim, in inglese Antrim County, è una contea dello Stato del Michigan, negli Stati Uniti. La popolazione al censimento del 2000 era di 23 110 abitanti. Il capoluogo di contea è Bellaire.

## Geografia fisica

### Territorio
Secondo l'US Census Bureau, la contea ha una superficie totale di 1560 km², di cui 1230 km² è terra e 330 km² (il 21%) è acqua.
La contea è considerata parte del Northern Michigan. I ghiacciai hanno modellato l'area, creando un ecosistema regionale unico.
Una grande parte della zona è la cosiddetta pianura di risucchio del Grayling, che consiste in un'ampia pianura, comprese le creste sabbiose, morene del ghiacciaio; l'ecosistema prevalente è il pino, una foresta di pini bianchi e rossi e foreste di latifoglie nordiche. I grandi laghi furono creati dall'azione glaciale.

#### Contee Confinanti
- Contea di Charlevoix - a nord
- Contea di Otsego - est
- Contea di Kalkaska - sud
- Contea di Grand Traverse - sud-ovest
- Contea di Leelanau - ovest

## Storia
La contea fu formata nel 1840 come contea di Meegisee.
Meegisee (che significa "aquila") era il nome di un capo di Chippewa che firmò il trattato di Chicago del 1821 e il trattato di Mississinwas del 1826.
Fu ribattezzata Antrim County nel 1843, uno dei nomi irlandesi o scozzesi irlandesi dati a cinque contee ribattezzate del Michigan in quel momento, presumibilmente in ossequio al crescente numero di coloni irlandesi e scozzesi irlandese presenti nel Michigan in quel momento. Nel testo dell'atto legislativo del 1843, il nome fu scritto in modo errato, "Antim".
Nel 1863 fu organizzato l'amministrazione della contea. Il capoluogo era originariamente situato a Elk Rapids, ma fu trasferito a Bellaire nel 1904 dopo 25 anni di contenzioso. Nel 1950 la sua popolazione era di 10.721.

## Società

### Evoluzione demografica
A partire dal censimento del 2010, sono residenti 23 580 persone, 8.890 famiglie in casa di proprietà e 6.925 famiglie residenti nella contea.
La densità di popolazione era di 19 persone per km². Erano presenti 17 824 unità abitative con una densità media di 45 abitazioni ogni km². Il 96,8% della popolazione era bianco, 1,0% nativo americano, 0,2% asiatico, 0,2% nero o afroamericano, 0,4% di altra razza e 1,4% di due o più razze.
L'1,7% erano ispanici o latini (di qualsiasi razza).
Il 20,2% erano di lingua tedesca, il 13,4% di idioma inglese, l'8,9% di irlandesi, il 6,9% di francese o il francese canadese o il cajun, il 6,9% di polacchi e il 6,4% di antenati americani.
Vi erano 9.222 famiglie, di cui il 26% aveva bambini di età inferiore ai 18 anni che vivevano con loro, il 57.30% erano coppie sposate che vivevano insieme, l'8,30% aveva una donna senza un marito e il 30% non era una famiglia.
Il 25,3% di tutte le famiglie era composto da una sola persona e l'11,50% di queste era una persona che viveva da sola e che aveva 65 anni o più. La dimensione media della famiglia era di 2,36 in un'abitazione e la dimensione media della famiglia era di 2,78.
Nella contea, la popolazione era distribuita con il 21,10% sotto i 18 anni, il 6,30% da 19 a 24, il 3,9% da 25 a 44, il 31,1% da 45 a 64 e il 22,2% con un'età pari o superiore a 65 anni . L'età media era di 47 anni. Per ogni 100 femmine c'erano 99.80 maschi.

## Infrastrutture e trasporti

### Strade
- U.S. Route 31
- U.S. Route 131
- M-32
- M-66
- M-88
- C-38
- C-42
- C-48
- C-65
- C-73

## Geografia antropica

### Suddivisioni amministrative

#### Villaggi
- Bellaire (capoluogo di contea)
- Central Lake
- Elk Rapids
- Ellsworth
- Mancelona

#### Census-Designated Places
- Alba
- Alden
- Eastport
- Lakes of the North

#### Comunità non incorporate
- Antrim
- Atwood
- Clam River
- Kewadin
- Torch Lake

#### Città
- Banks
- Central Lake
- Chestonia
- Custer
- Echo
- Elk Rapids
- Forest Home
- Helena
- Jordan
- Kearney
- Mancelona
- Milton
- Star
- Torch Lake
- Warner